# 麝鼴屬
麝鼴屬（學名：Scaptochirus），哺乳綱真盲缺目鼴科的一屬，僅有麝鼴一種。

## 物種
- 麝鼴 Scaptochirus moschatus